# Oceanites
Az Oceanites a madarak (Aves) osztályának a viharmadár-alakúak (Procellariiformes) rendjébe, ezen belül a viharfecskefélék (Hydrobatidae) családjába tartozó nem. Alcsaládjának a típusneme.

## Rendszerezésük
A nemet Keyserling & Blasius írták le 1840-ben, az alábbi fajok tartoznak ide:
- Wilson-viharfecske (Oceanites oceanicus)
- Elliot-viharfecske (Oceanites gracilis)
- Oceanites pincoyae